# Cattleya duveenii
Cattleya duveenii là một loài thực vật có hoa trong họ Lan. Loài này được Pabst & A.F.Mello mô tả khoa học đầu tiên năm 1977.